# OpenTherm
OpenTherm (afgekort: OT) is een communicatieprotocol dat toegepast wordt in een centrale verwarmingsinstallatie tussen een cv-ketel en een thermostaat. Hiermee kan de temperatuur van het verwarmingswater automatisch aangepast worden, wat veel energie kan besparen. Opentherm is een point to point protocol waarbij één apparaat (thermostaat) als master werkt en een ander apparaat als slave (ketel). Meerdere apparaten zijn te koppelen door gebruik te maken van de Multi Point to Point-specificatie.
De toevoeging open is bedoeld om aan te geven dat het een fabrikantonafhankelijk systeem is waarbij een thermostaat van fabrikant A aangesloten kan worden op een cv-ketel van fabrikant B. Het betreft hier echter geen volledig open standaard, de specificaties zijn niet openbaar en alleen te gebruiken door licentiehouders. 

## Geschiedenis
OpenTherm is ontstaan uit de behoefte om, op eenvoudige wijze via de bestaande thermostaatkabels, een cv-ketel modulerend te kunnen aansturen. Modulerend betekent hier, dat de ketel niet alleen aan/uit geschakeld wordt, maar dat ook geregeld wordt of de ketel veel, of minder warmte produceert. Hierbij moet, net zoals bij een gewone thermostaat, de aansluiting polariteitongevoelig zijn en het gebruik van batterijen niet nodig zijn. 
Honeywell heeft voor een symbolisch bedrag van 1 Britse pond de eerste specificatie op 21 november 1996 overgedragen aan de OpenTherm vereniging. Rond die tijd kwamen ook de eerste gecertificeerde producten op de markt. De vereniging is sindsdien uitgegroeid tot ongeveer 63 leden (anno 2017) en heeft met regelmaat de specificatie verbeterd en uitgebreid. Daarnaast behartigt de vereniging het belang van haar leden en staat zij op beurzen als ISH (Frankfurt) en Mostra Convenio (Milaan).

## Werking
Communicatie tussen regelaar en ketel is digitaal en bi-directioneel. Doorgaans berekent de regelaar continu de gewenste keteltemperatuur en zendt deze naar de ketel. De regelaar doet dit op basis van ruimtetemperatuur of op basis van een andere regelstrategie. Het komt erop neer dat als een huis koud is en de bewoner wil verwarmen, de ketel op hoger vermogen het huis snel opwarmt, en dat dat vermogen omlaag gaat zodra het huis warm is. De ketel regelt na die opwarmperiode zelf zijn vermogen terug (moduleren) zodat de gewenste, lagere  radiatortemperatuur bereikt wordt. Het grote voordeel is, dat bij een lagere radiatortemperatuur er fors minder warmte de schoorsteen uitgaat, en de ketel daardoor tien tot twintig procent minder gas gebruikt voor dezelfde warmteproductie.
Fysiek bestaat OpenTherm uit een tweedraadsverbinding, waardoor bij vervanging van de oude thermostaten of cv-ketel dezelfde bedrading kan worden gebruikt. Daarnaast maakt het niet uit hoe de twee draden aangesloten worden. OpenTherm is polariteitongevoelig. De maximale lengte van de bekabeling is 50 m met maximaal 2 × 5 ohm weerstand.

## Verschillende modi
In het OpenTherm protocol worden verschillende modi beschreven:
- OpenTherm/Plus. Verplicht vanaf protocol v1.
- OpenTherm/Lite. Verplicht voor de master in protocol v1 en v2. Niet meer verplicht vanaf protocol v3.
- Smart Power. Verplicht voor de slave vanaf protocol v3.
- Multi Point to Point.

### OpenTherm/Plus (OT/+)
Wanneer gesproken wordt over OpenTherm wordt doorgaans gerefereerd aan OpenTherm/Plus.
Communicatie en voeding gaan over een tweedraads verbinding. In deze point to point verbinding is de regelaar master en de cv-ketel slave. De master vraagt via variatie in het spanningsniveau en de slave antwoordt via variatie in het stroom signaal.
Voeding voor de regelaar komt uit de slave. Het minimaal beschikbare vermogen is 40mW (low power).
Bij kortsluiting van de OpenTherm aansluiting op de cv-ketel, zal de cv-ketel aan gaan.
OpenTherm specificeert dat minimaal elke seconde een datapakket wordt verzonden naar de slave. De data in dit pakket zijn op functieniveau gespecificeerd en wordt OpenTherm ID (OT-ID) genoemd. Van de 256 OT-ID’s zijn er 128 gereserveerd voor OEM gebruik. Van de overige 128 zijn er 90 gedefinieerd en 38 gereserveerd voor toekomstig gebruik (stand specificatie v3.0)

### OpenTherm/Lite (OT/-)
Hierbij wordt door de master een PWM signaal aangeboden via het spanningsniveau, waarmee een gewenste ketelwatertemperatuur wordt gevraagd. De cv-ketel geeft via variatie in het stroomsignaal aan of hij in storing staat of niet.
Bij kortsluiting van de OpenTherm aansluiting op de cv-ketel, zal de cv-ketel aan gaan.
Door de beperkte mogelijkheden maken weinig producten gebruik van OT/-.

### OpenTherm Smart Power
Op 16 juni 2008 is de OpenTherm specificatie 3.0 goedgekeurd door de vereniging. Hiermee is OpenTherm Smart Power geïntroduceerd. De master kan de slave vragen het beschikbare vermogen te veranderen naar low- (40mW), medium- (136mW) of high power (306mW). Hierdoor kunnen fabrikanten van masters meer functionaliteit, waarbij meer vermogen nodig is, aan hun producten toevoegen (bijvoorbeeld voor verlichting of extra sensoren).

### Multi Point to Point
Specificatie 3.0 beschrijft ook hoe meer dan twee apparaten via OpenTherm verbonden kunnen worden. Omdat OpenTherm een point to point verbinding is, wordt dit opgelost door een extra apparaat (gateway) tussen de master en de slave te plaatsen. Deze gateway heeft dan 1 slave en 2 (of meer) master interfaces. De gateway bepaalt welke data hij doorgeeft aan welke slave.
Een applicatievoorbeeld is een regelaar aangesloten op de WTW (warmteterugwinning), die op zijn beurt aangesloten is op een cv-ketel. De WTW fungeert in dit voorbeeld als gateway.

## Certificering
Fabrikanten kunnen OpenTherm-producten op de markt zetten als ze voldoen aan de licentievoorwaarden die gesteld worden door de Vereniging OpenTherm. Enkele voorwaarden zijn een lidmaatschap van de vereniging, het onderschrijven van een geheimhoudingsverklaring en het laten testen van prototype door een onafhankelijk testhuis.
Met het testrapport kan de fabrikant een verklaring (Declaration of Conformity) afgeven bij de vereniging. De vereniging verstrekt een licentie, waarna het product van het OpenTherm logo mag worden voorzien.
Het protocol is gespecificeerd in het document: Protocol specification.  De certificering gebeurt aan de hand van het document: Test Specification. In het document Application Functional Specification zijn verschillende applicaties beschreven met een toelichting hoe de OpenTherm ID’s gebruikt kunnen worden. Verder bevat de implementatie tips en adviezen.